# Herrarnas C-2 i slalom i kanotsport vid olympiska sommarspelen 1996
Herrarnas C-2 slalom vid olympiska sommarspelen 1996 hölls på Toccoa/Ocoee River i USA. 

## Medaljörer
| Gren       | Guld                                    | Silver                             | Brons                                  |
| C2, slalom | Frankrike Frank Adisson Wilfrid Forgues | Tjeckien Jiří Rohan Miroslav Šimek | Tyskland Andre Ehrenberg Michael Senft |

## Resultat
| Placering | Namn                                             | Åk 1   | Åk 1  | Åk 1   | Åk 2   | Åk 2  | Åk 2   | Resultat |
| Placering | Namn                                             | Tid    | Poäng | Totalt | Tid    | Poäng | Totalt | Totalt   |
| --------- | ------------------------------------------------ | ------ | ----- | ------ | ------ | ----- | ------ | -------- |
| Gold      | Frank Adisson & Wilfrid Forgues (FRA)            | 185,82 | 10    | 195,82 | 158,82 | 0     | 158,82 | 158,82   |
| Silver    | Miroslav Šimek & Jiří Rohan (CZE)                | 161,77 | 70    | 231,77 | 160,16 | 0     | 160,16 | 160,16   |
| Bronze    | Andre Ehrenberg & Michael Senft (GER)            | 162,33 | 5     | 167,33 | 158,72 | 5     | 163,72 | 163,72   |
| 4         | Manfred Berro & Michael Trummer (GER)            | 165,55 | 15    | 180,55 | 163,72 | 0     | 163,72 | 163,72   |
| 5         | Thierry Saïdi & Emmanuel del Rey (FRA)           | 168,43 | 5     | 173,43 | 160,47 | 5     | 165,47 | 165,47   |
| 6         | Pavel Štercl & Petr Štercl (CZE)                 | 163,45 | 5     | 168,45 | 179,53 | 160   | 339,53 | 168,45   |
| 7         | Krzysztof Kołomański & Michał Staniszewski (POL) | 163,78 | 10    | 173,78 | 164,95 | 5     | 169,95 | 169,95   |
| 8         | Benoît Gauthier & François Letourneau (CAN)      | 164,83 | 15    | 179,83 | 167,67 | 5     | 172,67 | 172,67   |
| 9         | Peter Matti & Ueli Matti (SUI)                   | 181,31 | 5     | 186,31 | 168,67 | 5     | 173,67 | 173,67   |
| 10        | Ľuboš Šoška & Peter Šoška (SVK)                  | 179,90 | 5     | 184,90 | 170,38 | 5     | 175,38 | 175,38   |
| 11        | Horace Holden & Wayne Dickert (USA)              | 174,69 | 50    | 224,69 | 175,90 | 5     | 180,90 | 180,90   |
| 12        | Craig Brown & Stewart Pitt (GBR)                 | 179,81 | 10    | 189,91 | 170,96 | 10    | 180,96 | 180,96   |
| 13        | Roman Štrba & Roman Vajs (SVK)                   | 174,40 | 20    | 194,40 | 175,67 | 25    | 200,67 | 194,40   |
| 14        | Andrew Wilson & John Felton (AUS)                | 184,48 | 70    | 254,48 | 184,06 | 15    | 199,06 | 199,06   |
| 15        | Andrzej Wójs & Sławomir Mordarski (POL)          | 201,51 | 25    | 226,51 | 193,07 | 20    | 213,07 | 213,07   |